# Karl Volkmar Stoy

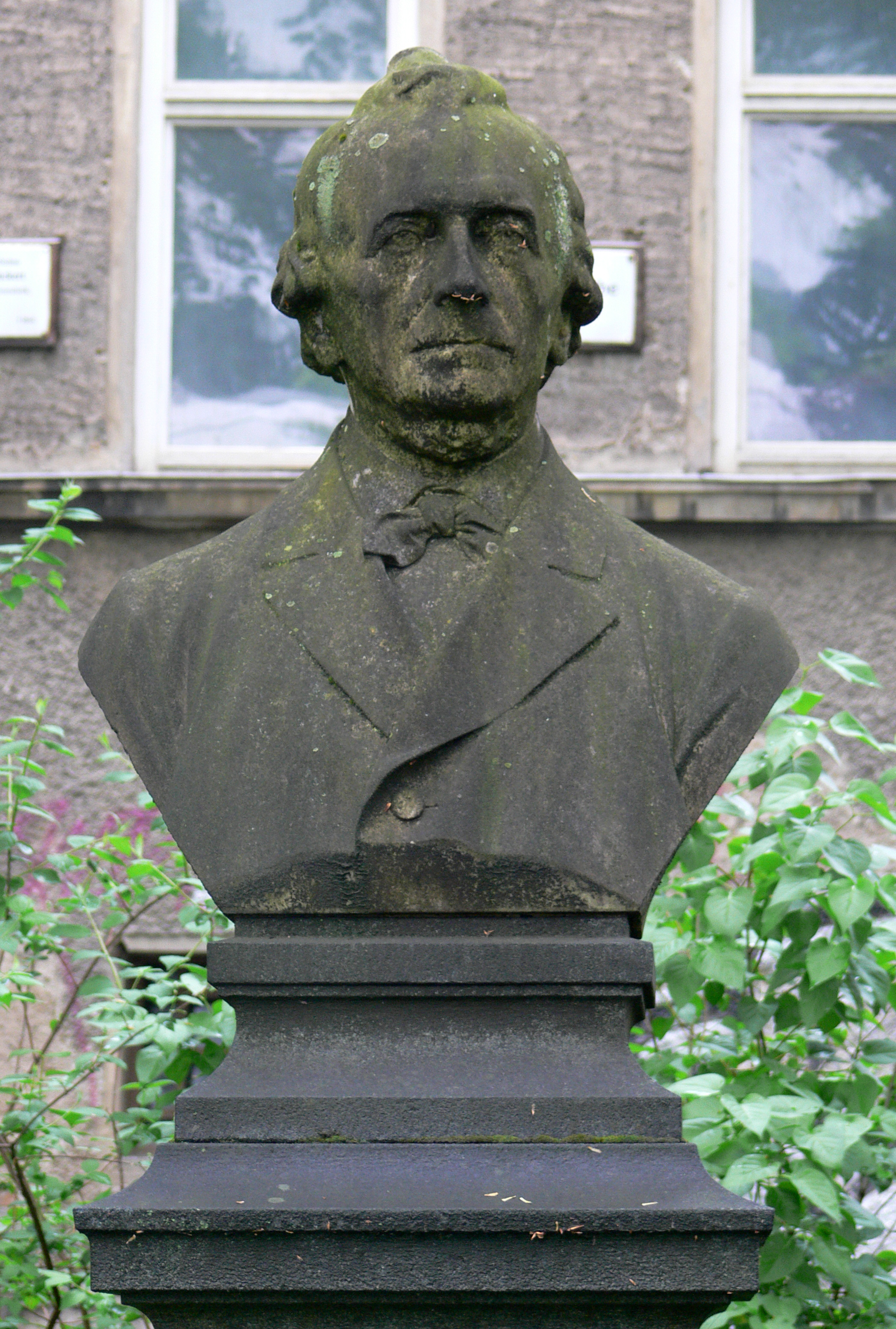
Denkmal für Karl Volkmar Stoy am Fürstengraben in Jena

Karl Volkmar Stoy (* 22. Januar 1815 in Pegau; † 23. Januar 1885 in Jena) war als Pädagoge einer der bedeutendsten Vertreter des Herbartianismus.

## Leben
Karl Volkmar war der Sohn des Pegauer Archidiakons Karl Gottlob Stoy (* 1775 in Penig, † 20. November 1830 in Pegau). Vom 23. April 1827 bis zum 7. März 1833 besuchte er die sächsische Landesschule St. Afra in Meißen.
Mit 18 Jahren bezog Stoy die Universität Leipzig zum Studium der Theologie, Philologie und Philosophie, unter anderem bei Gustav Hartenstein, promovierte 1837 zum Dr. phil. und ging dann nach Göttingen zu Johann Friedrich Herbart. 1839 bis 1842 arbeitete er als Lehrer an der Erziehungsanstalt von Karl Friedrich Bender in Weinheim.
An der Universität Jena folgte 1843 Habilitation und Privatdozentur.
1844 übernahm er die private Knabenerziehungsanstalt des früh verstorbenen Ernst August Heinrich Heimburg (* 19. Januar 1817 in Wenigerauma, † 11. März 1844 in Jena), bestehend aus Alumnat, Elementarschule, Realschulzweig und Gymnasialzweig. Am 9. Dezember desselben Jahres richtete er das pädagogische Seminar mit angeschlossener Volksschule ein, das theoretische und praktische Lehrerausbildung miteinander verband. 1845 wurde er zum außerordentlichen Professor, 1857 zum Großherzoglich-Sächsischen Schulrat und ordentlichen Honorarprofessor ernannt.
1865/66 wurde er auf den neugeschaffenen Lehrstuhl für Pädagogik nach Heidelberg berufen, während seine Jenenser Anstalten 1866/68 aufgelöst wurden. Im Jahre 1867 wurde er für ein halbes Jahr beurlaubt, um in Bielitz im österreichischen Teil Schlesiens ein evangelisches Lehrerseminar zu gründen.
1874 gab er seine Stellung in Heidelberg auf und kehrte als Honorarprofessor für Pädagogik nach Jena zurück, wo er das pädagogische Seminar erneut einrichtete. Die Leitung der Erziehungsanstalt übernahm 1880 sein Sohn Johann Heinrich Stoy (* 21. Juni 1846; † 27. Oktober 1905).
Stoy war ab 1870 zweiter Vorsitzender des Vereins für Wissenschaftliche Pädagogik, aus dem er austrat, als 1876 der dauerhafte Richtungsstreit mit dem Vorsitzenden Tuiskon Ziller in eine persönliche Auseinandersetzung um Publikationsfragen mündete.

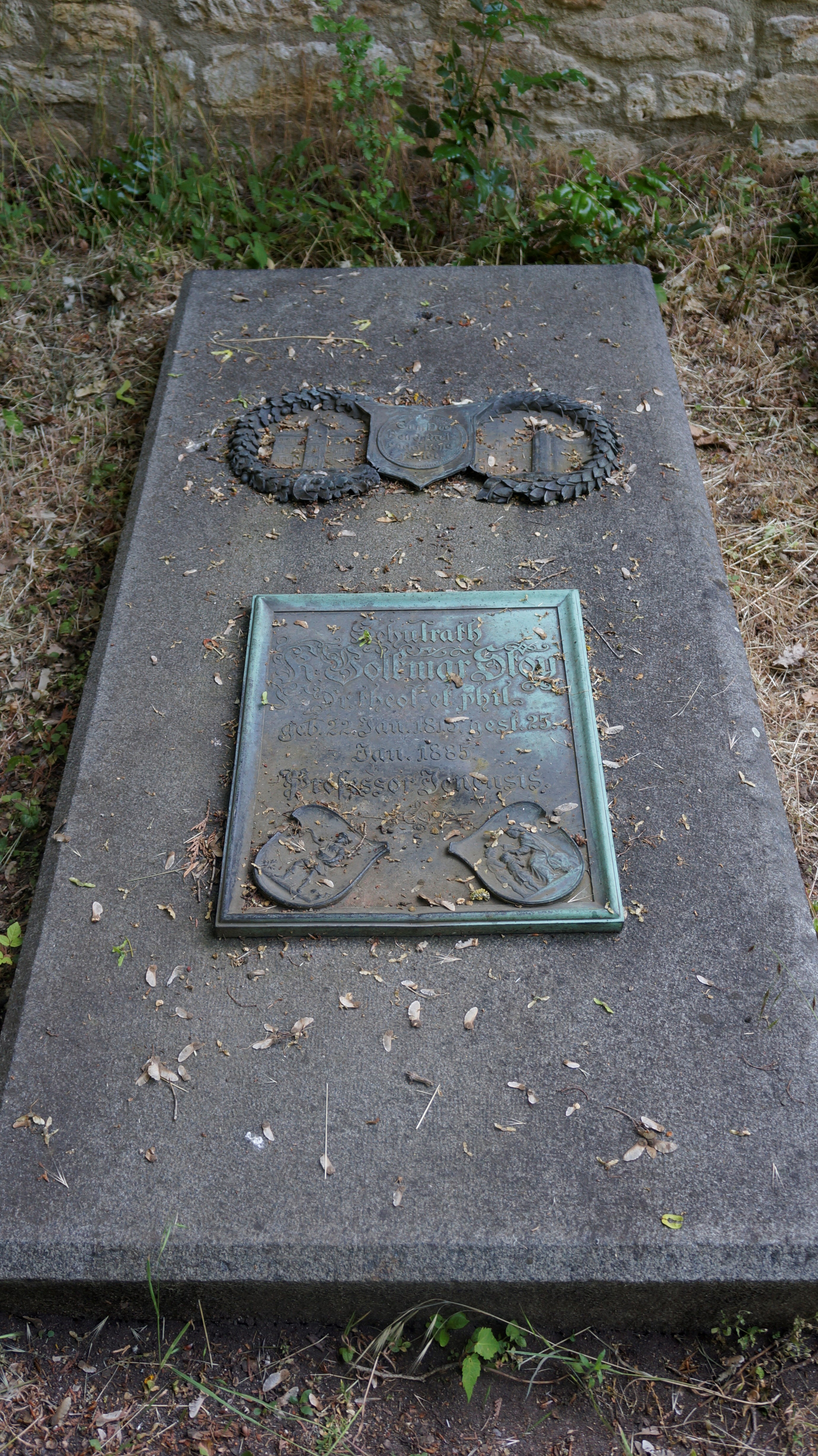
Volkmar Stoys Grab auf dem Johannisfriedhof in Jena

Am 23. Januar 1885, einen Tag nach seinem 70. Geburtstag verstarb Karl Volkmar Stoy in Jena. Er wurde dort auf dem Johannisfriedhof beigesetzt.

## Verdienste
Als Gründer und Leiter des pädagogischen Seminars in Jena hat sich Karl Volkmar Stoy große Verdienste erworben. Er war Verfechter der Pädagogik als selbstständige Wissenschaft und begründete damit ihren Emanzipationsprozess von der Philosophie. Hörsaal und Schule waren für Stoy gleichberechtigte Forschungs- und Bildungsstätten in der Lehrer(aus)bildung.
Auf ihn geht die Einführung des Wandertages zurück. Am 21. August 1853 wanderte er erstmals mit seiner gesamten Schulgemeinde von Jena bis zum Inselsberg. Dort befindet sich der im Jahr 2006 renovierte Gedenkstein aus Granit.
Seine Idee, Schule ganzheitlich zu erfassen, zu erfahren und zu gestalten ist anschlussfähig an moderne pädagogische Konzepte. Seine Forderung, die berufliche Lehre der Jugendlichen mit einer weiterführenden schulischen Ausbildung zu verknüpfen (heute „duales System“ genannt), konnte Stoy zur damaligen Zeit nicht verwirklichen. Er schrieb jedoch seine grundsätzlichen Gedanken zu einer solchen „Fortbildungsschule“ nieder.

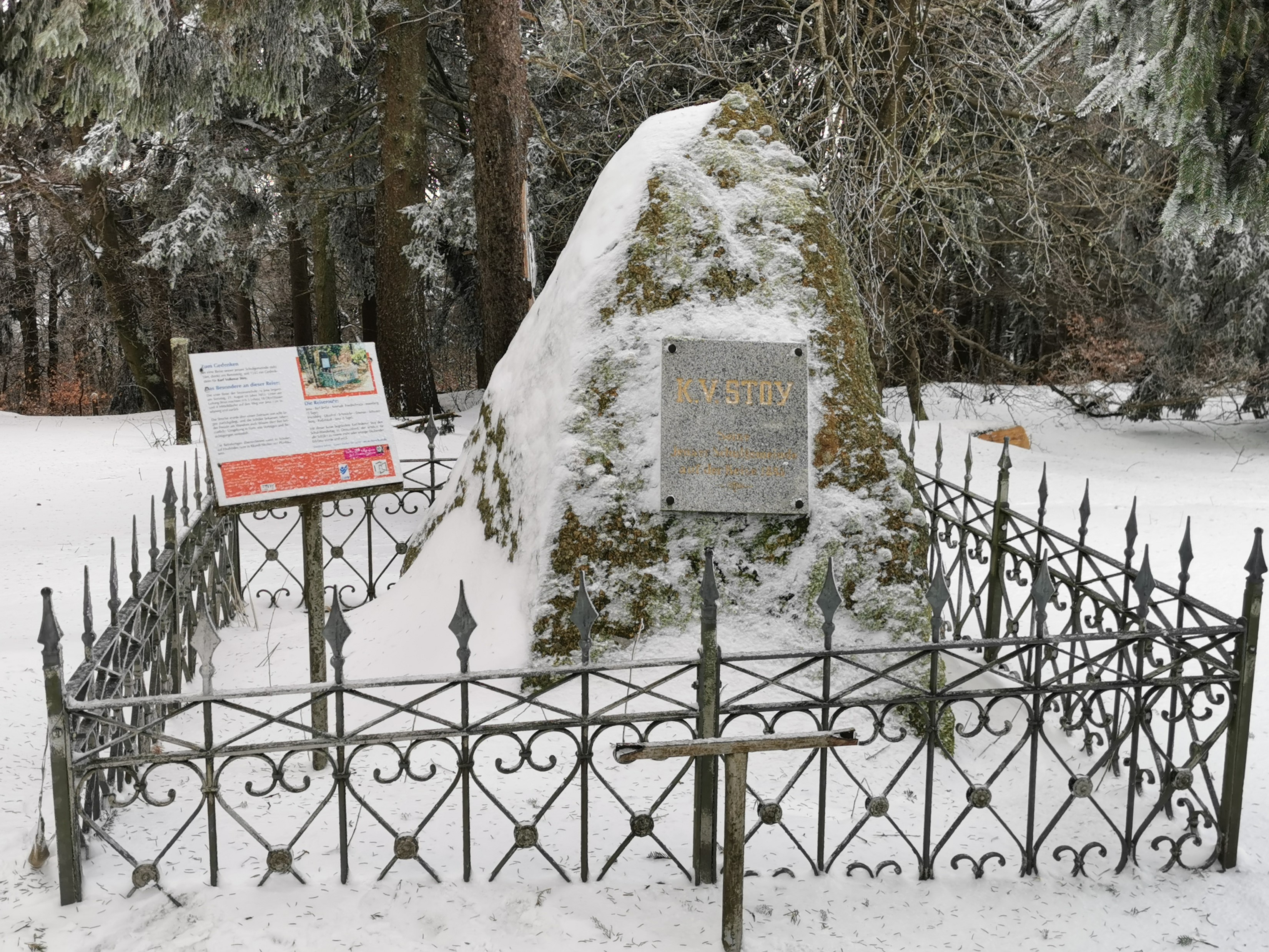
2006 auf dem Großen Inselsberg errichteter Gedenkstein

## Ehrungen
Zu Stoys Ehren trägt die Karl-Volkmar-Stoy-Schule in Jena seit 2002 seinen Namen. Zudem wurde bereits 1891 die Stoystraße in Jena-West nach ihm benannt. Auf dem Großen Inselsberg wurde 2006 ein Gedenkstein für Stoy errichtet.

## Schriften
- Der pädagogischen Bekenntnisse erstes bis neuntes Stück. Jena 1844–1880.
- Hauspädagogik in Monologen und Ansprachen. Eine Neujahrsgabe an die Mütter. Leipzig 1855.
- Encyklopädie, Methodologie und Literatur der Pädagogik. Leipzig 2. Auflage 1878.